# Präsident Kasachstans
Der Präsident der Republik Kasachstan (kasachisch Қазақстан Республикасының Президенті Qazaqstan Respublikasynyñ Prezidentı, russisch Президент Республики Казахстан) ist das Staatsoberhaupt Kasachstans. Seit dem 20. März 2019 wird dieses Amt durch Qassym-Schomart Toqajew ausgeführt. Entsprechend einer Verfassungsänderung im September 2022 wird der Präsident de jure vom Volk für eine einmalige Amtszeit von sieben Jahren gewählt; zuvor waren zwei aufeinander folgende Amtszeiten von jeweils fünf Jahren möglich.

## Wahl
Der Präsident Kasachstans wird nach dem Verfassungsrecht durch allgemeine, gleiche und direkte Wahlen in geheimer Abstimmung für eine fünfjährige Amtszeit durch die volljährigen Staatsbürger Kasachstans gewählt. Die Präsidentschaftswahl findet regulär am ersten Sonntag im Dezember des Jahres statt und darf nicht mit der Wahl eines neuen Parlaments zusammenfallen. Eine  Wahl kann per Dekret des amtierenden Präsidenten auch vorgezogen werden. Nach einer Verfassungsänderung 1998 wurde die Amtszeit zunächst auf sieben Jahre ausgedehnt, nach einer weiteren Verfassungsänderung wurde die Amtszeit jedoch wieder auf fünf Jahre begrenzt.
Zum Präsidenten kann laut Art. 41 der Verfassung gewählt werden, wer mindestens 40 Jahre alt ist und Kenntnisse der Kasachischen Sprache besitzt, die durch einen Test nachgewiesen werden müssen, sowie die letzten 15 Jahre in Kasachstan gelebt hat. Der Kandidat, der mehr als 50 Prozent aller Stimmen erhält, wird neuer Präsident des Landes. Falls keiner der Kandidaten die benötigte Mehrheit im ersten Wahlgang erhält, kommt es zwischen den beiden Kandidaten, die die meisten Stimmen erhalten haben, zu einer Stichwahl. Derjenige, der in diesem Wahlgang die meisten Stimmen erhält, ist neues Staatsoberhaupt.

## Machtbefugnisse
Mit der neuen Verfassung von 1995 wurden dem Präsidenten, auf Kosten des Parlaments, weitere Befugnisse zugeteilt und durch eine Änderung der Verfassung 1998 wurde die Amtszeit auf sieben Jahre ausgedehnt. In einem weiteren Schritt im Mai 2007 baute Nursultan Nasarbajew die ohnehin bereits dominierende Stellung des Präsidenten aus. Er ließ das Parlament über eine Verfassungsänderung abstimmen, die ihm eine unbegrenzte Anzahl von Präsidentschaftskandidaturen ermöglicht und gleichzeitig die Amtszeit für zukünftige Präsidenten auf zwei fünfjährige Amtszeiten begrenzt.
Kurz nach seiner Wahl zum Präsidenten begann Nasarbajew den größten Teil der Exekutive im Amt des Präsidenten zu zentralisieren, so werden die Gouverneure der Gebiete vom Präsidenten ernannt. Auch die Bestimmung der wichtigsten Kabinettspositionen obliegt dem Präsidenten. Er ist verantwortlich für die Besetzung der Posten des Premierministers, des Außenministers, des Innenministers, des Justizministers und des Verteidigungsministers. Der Präsident kann außerdem eigene Gesetze in die Mäschilis, das Unterhaus des Parlaments, einbringen und Entscheidungen der Regierung und des Premierministers teilweise oder komplett für ungültig erklären. Des Weiteren ist er, mit Zustimmung des Senats, zuständig für die Ernennung und Entlassung des Vorsitzenden der Nationalbank, des Generalstaatsanwaltes und des Geheimdienstchefs sowie der kasachischen Diplomaten. Als Staatsoberhaupt ist er auch Oberbefehlshaber der Streitkräfte und zuständig für die Ernennung der militärischen Führung.
Nach dem Rücktritt Nasarbajews blieb dieser jedoch bis zu seinem Rücktritt im Januar 2022 Vorsitzender des Sicherheitsrates auf Lebenszeit und verfügte damit über ein Vetorecht bei Ernennungen zu wichtigen Ämtern im Land. Zudem ist seine Position als „Führer der Nation“ in der Verfassung verankert, was die Macht des nachfolgenden Präsidenten relativierte.

## Amtssitz
Der Ak-Orda-Palast ist der offizielle Sitz des kasachischen Präsidenten. Er befindet sich in der kasachischen Hauptstadt Astana am Ufer des Flusses Ischim im neuen Regierungsviertel, in dem sich auch der Bajterek-Turm, das Wahrzeichen der Stadt, und die meisten Regierungsbehörden Kasachstans befinden. Offiziell präsentiert wurde das Bauwerk nach dreijähriger Bauzeit am 24. Dezember 2004 von Nursultan Nasarbajew.

## Insignien
Die aktuelle Standarte des Präsidenten wurde 2013 eingeführt und ist eine Version der Flagge Kasachstans. Anders als die Flagge, die in der Mitte eine goldene Sonne mit 32 Strahlen und unterhalb einen Steppenadler zeigt, ist hier das Wappen Kasachstans in der Mitte abgebildet.

Standarte 1991–2013
Standarte seit 2013

## Amtseid
Der Präsident legt folgenden Amtseid während der Amtseinführung ab:

“Қазақстан халқына адал қызмет етуге, Қазақстан Республикасының Конституциясы мен заңдарын қатаң сақтауға, азаматтардың құқықтары мен бостандықтарына кепiлдiк беруге, Қазақстан Республикасы Президентiнiң өзiме жүктелген мәртебелi мiндетiн адал атқаруға салтанатты түрде ант етемiн”

„Ich schwöre feierlich, dass ich dem kasachischen Volk treu dienen, strikt die Verfassung und die Gesetze der Republik Kasachstan einhalten, die Rechte und Freiheiten der Bürger garantieren, in gewissenhafter Weise die höchsten Aufgaben des Präsidenten der Republik Kasachstan ausüben werde, die mir anvertraut wurden.“

## Liste der kasachischen Präsidenten
| Nr. | Bild | Name                    | Lebensdaten | Amtsantritt    | Amtsaustritt  | Partei   | Anmerkungen |
| --- | ---- | ----------------------- | ----------- | -------------- | ------------- | -------- | --- |
| 1   |      | Nursultan Nasarbajew    | * 1940      | 24. April 1990 | 20. März 2019 | Nur Otan | Nach einem Verfassungszusatz gab es keine Beschränkung der Amtszeit für Nasarbajew.                                                           |
| 2   |      | Qassym-Schomart Toqajew | * 1953      | 20. März 2019  | amtierend     | Nur Otan | Führte das Amt nach dem Rücktritt von Nasarbajew zunächst nur übergangsweise aus. Wurde bei der Wahl 2019 zum Präsidenten des Landes gewählt. |